# Эпидермоидная киста
Эпидермальные (эпидермоидные) кисты — как правило, несерьёзное кожное образование. Обычно они не вызывают боли, если только не образуется абсцесс или они не разрываются изнутри. На поверхности может присутствовать комедон (забитая пора). Чаще всего такие кисты встречаются на коже лица, шеи и тела, хотя могут образовываться в любом месте Часто они растут постепенно в течение многих лет. Редкие осложнения могут включать рак.
Обычно такие кисты возникают случайно, хотя они связаны с синдромом Гарднера, синдромом Горлина и приёмом препарата циклоспорин. Они располагаются под эпидермисом и заполнены кератином. Диагноз обычно ставится на основании симптомов и обследования.
При отсутствии симптомов специфическое лечение не требуется. Более крупные кисты можно удалить хирургическим путем, по возможности включая капсулу. При инфицировании может быть показано вскрытие и дренирование с терапией антибиотиками.
Это наиболее распространённый тип кист. Чаще всего они встречаются у людей в возрасте 30-40 лет, поражая мужчин в два раза чаще, чем женщин. Их ошибочно называют «сальными кистами», поскольку они не содержат кожного сала.